# KV Oostende in het seizoen 1993/94
Dit artikel beschrijft de prestaties van de Belgische voetbalclub KV Oostende in het seizoen 1993–1994.

## Gebeurtenissen

### Transfers
KV Oostende promoveerde in 1993 via de eindronde voor het eerst naar de hoogste afdeling. De West-Vlaamse club nam nadien afscheid van onder meer aanvallers Francis Couvreur en Tony Obi. In ruil werden Zdzisław Janik en Zbigniew Świętek van Wisła Kraków aangetrokken. De twee Polen zouden snel uitgroeien tot de sterkhouders van het team. Om het onervaren elftal te versterken, verhuisde ook Patrick Van Veirdeghem, die al meer dan tien jaar in Eerste Klasse had gevoetbald, naar de kust. Ook de Congolese verdediger Didier Ndama Bapupa, die acht seizoenen voor Oostende zou voetballen, sloot zich in de zomer van 1993 aan bij de West-Vlamingen.

### Competitie
Oostende groeide onder coach Raoul Peeters uit tot een van de revelaties van het seizoen 1993/94. Op de derde speeldag zorgde Oostende voor de eerste verrassing door voor eigen publiek 2–2 gelijk te spelen tegen latere vicekampioen Club Brugge. Drie dagen later gingen de Kustboys met 0–4 winnen op het veld van Antwerp FC, dat enkele maanden eerder nog de finale van de Europacup II had bereikte. Patrick Bonomi, Björn Renty en de Polen Janik en Świętek scoorden elk een keer op de Bosuil.
Ook Sporting Charleroi, dat het seizoen met een Europees ticket zou afsluiten, verloor van Oostende. De Zebra's gingen met 1–0 onderuit na een doelpunt van Renty. Twee weken later, op 25 september 1993, won Oostende in het eigen Albertparkstadion ook van Standard Luik. De Rouches werden verslagen na goals van Janik en Kayode Keshinro. Ook in de terugronde zouden de Luikenaars niet van Oostende winnen (0–0).
Na het uitstekende seizoensbegin zakte Oostende weer weg. De West-Vlamingen wisten zeven wedstrijden op rij niet te winnen. Pas op 11 december 1993 trok Oostende opnieuw aan het langste eind. De Kustboys wonnen toen in het Jules Ottenstadion met 1–2 van AA Gent na twee treffers van Świętek.
Ook na de winterstop bleef Oostende lang tijd in aanmerking komen voor een Europees ticket. De club zette in de laatste maanden van de competitie zelfs een reeks van zeven wedstrijden zonder nederlaag neer. In die uitstekende periode won Oostende onder meer van KRC Genk. De Limburgers verloren in het Albertparkstadion met 4–0 na twee treffers van Bonomi.
Oostende sloot het seizoen af met een gelijkspel tegen AA Gent (2–2). De West-Vlaamse club eindigde zo in haar eerste seizoen op het hoogste niveau op de zevende plaats in het eindklassement, op slechts vijf punten van Europees voetbal. Na afloop van het seizoen werd coach Raoul Peeters tweede in de verkiezing van Trainer van het Jaar.

### Beker van België
In de Beker van België bereikte Oostende de 1/8 finale. Eerst schakelde het tweedeklasser Excelsior Moeskroen uit, nadien werd het zelf na strafschoppen uit het toernooi gewipt door RWDM.

## Spelerskern
| Naam                         | Nationaliteit | Geboortedatum | Vorige club                 |
| ---------------------------- | ------------- | ------------- | --------------------------- |
| Keepers                      |               |               |                             |
| Christophe Lycke             | België        | 21-06-1966    | Cercle Brugge (1985–1986)   |
| Luc Devroe                   | België        | 16-12-1965    | Sint-Niklase SK (1988–1990) |
| Kurt Stoops                  | België        | 09-04-1970    | KSV Bornem (1992–1993)      |
| Verdedigers                  |               |               |                             |
| Daniel Maes                  | België        | 07-07-1966    | Sint-Niklase SK (1985–1993) |
| Eric Pinson                  | België        | 29-04-1964    | Francs Borains (1988–1990)  |
| Danny Devuyst                | België        | 01-04-1970    | /                           |
| Patrick Van Veirdeghem       | België        | 19-01-1963    | Antwerp FC (1990–1993)      |
| Didier Ndama Bapupa          | Zaïre         | 30-06-1972    | Motema Pembe (1992–1993)    |
| Bart Deschacht               | België        | 08-06-1972    | /                           |
| Johnny Nierynck              | België        | 07-01-1973    | /                           |
| Stéphane Monnier             | België        | 13-09-1973    | RSC Anderlecht (1992–1993)  |
| Middenvelders                |               |               |                             |
| Xavier Bertein               | België        | 11-03-1970    | /                           |
| Bart De Waele                | België        | 25-12-1961    | Sint-Niklase SK (1989–1990) |
| Patrick Bonomi               | België        | 15-10-1965    | Standard Luik (1984–1988)   |
| Gerry Poppe                  | België        | 19-09-1970    | KSK Beveren (1991–1993)     |
| Zdzisław Janik               | Polen         | 11-11-1964    | Wisła Kraków (1989–1993)    |
| David Gérard                 | België        | 22-11-1971    | Standard Luik (1987–1992)   |
| Wim Cuffez                   | België        | 27-12-1974    | /                           |
| Faustino-Luis Banza-Lampreia | België        | 26-01-1970    | Tilleur FC (1990–1993)      |
| Ross Tannock                 | Schotland     | 30-04-1971    | Motherwell FC (1989–1991)   |
| Aanvallers                   |               |               |                             |
| Mike Origi                   | Kenia         | 16-11-1967    | Boshar FC (1992)            |
| Björn Renty                  | België        | 24-07-1967    | GS Middelkerke (1985–1991)  |
| Kayode Keshinro              | Nigeria       | 25-12-1973    | KFC Eeklo (1989–1993)       |
| Zbigniew Świętek             | Polen         | 19-10-1966    | Wisła Kraków (1989–1993)    |

- = aanvoerder

### Technische staf
| Functie         | Naam          | Nationaliteit |
| --------------- | ------------- | ------------- |
| Coach           | Raoul Peeters | België        |
| Assistent-coach | Ronni Brackx  | België        |

## Uitrustingen
Shirtsponsor(s): Desimpel

Sportmerk: Diadora
| Thuis | Uit |

## Transfers

### Zomer
| Naam                         | Nationaliteit | Van / Naar         | Type     |
| ---------------------------- | ------------- | ------------------ | -------- |
| Inkomend                     |               |                    |          |
| Kurt Stoops                  | België        | KSV Bornem         | Gekocht  |
| Zbigniew Świętek             | Polen         | Wisła Kraków       | Gekocht  |
| Zdzisław Janik               | Polen         | Wisła Kraków       | Gekocht  |
| Gerry Poppe                  | België        | KSK Beveren        | Gekocht  |
| Didier Ndama Bapupa          | Zaïre         | Motema Pembe       | Gekocht  |
| Patrick Van Veirdeghem       | België        | Antwerp FC         | Gekocht  |
| Stéphane Monnier             | België        | RSC Anderlecht     | Gekocht  |
| Daniel Maes                  | België        | Sint-Niklase SK    | Gekocht  |
| Faustino-Luis Banza-Lampreia | België        | Tilleur FC         | Gekocht  |
| Kayode Keshinro              | Nigeria       | KFC Eeklo          | Gekocht  |
| Uitgaand                     |               |                    |          |
| Kurt Bataille                | België        | SK Eernegem        | Verkocht |
| Francis Couvreur             | België        | KRC Harelbeke      | Verkocht |
| Jan Desmit                   | België        | NAC Breda          | Verkocht |
| Jean-Marie Dewaele           | België        | SK Oostnieuwkerke  | Verkocht |
| Carl Jegers                  | België        | KSV Oudenaarde     | Verkocht |
| Alain Westerlinck            | België        | Racing Mechelen    | Verkocht |
| Rudy Poorteman               | België        | Zeemeeuw Zeebrugge | Verkocht |
| Tony Obi                     | Engeland      | SK Roeselare       | Huur     |

### Winter
| Naam         | Nationaliteit | Van / Naar               | Type     |
| ------------ | ------------- | ------------------------ | -------- |
| Uitgaand     |               |                          |          |
| Ross Tannock | Schotland     | Fort Lauderdale Strikers | Verkocht |

## Eerste klasse

### Klassement
|         |    |                    | GW | W  | G  | V  | DV | DT | DS  | Ptn |
| ------- | -- | ------------------ | -- | -- | -- | -- | -- | -- | --- | --- |
| K (CL)  | 1  | RSC Anderlecht     | 34 | 24 | 7  | 3  | 79 | 31 | 48  | 55  |
| (beker) | 2  | Club Brugge        | 34 | 20 | 13 | 1  | 54 | 19 | 35  | 53  |
| (UEFA)  | 3  | RFC Sérésien       | 34 | 15 | 13 | 6  | 50 | 27 | 23  | 43  |
| (UEFA)  | 4  | Sporting Charleroi | 34 | 18 | 5  | 11 | 61 | 49 | 12  | 41  |
| (UEFA)  | 5  | Antwerp FC         | 34 | 14 | 13 | 7  | 44 | 38 | 6   | 41  |
|         | 6  | Standard Luik      | 34 | 13 | 12 | 9  | 43 | 22 | 21  | 38  |
|         | 7  | KV Oostende        | 34 | 10 | 16 | 8  | 45 | 41 | 4   | 36  |
|         | 8  | KV Mechelen        | 34 | 10 | 15 | 9  | 40 | 40 | 0   | 35  |
|         | 9  | KSK Beveren        | 34 | 11 | 11 | 12 | 42 | 40 | 2   | 33  |
|         | 10 | Germinal Ekeren    | 34 | 11 | 10 | 13 | 49 | 48 | 1   | 32  |
|         | 11 | Lommel SK          | 34 | 10 | 10 | 14 | 42 | 50 | -8  | 30  |
|         | 12 | Cercle Brugge      | 34 | 9  | 11 | 14 | 52 | 63 | -11 | 29  |
|         | 13 | Club Luik          | 34 | 9  | 11 | 14 | 40 | 59 | -19 | 29  |
|         | 14 | Lierse SK          | 34 | 7  | 14 | 13 | 30 | 42 | -12 | 28  |
|         | 15 | AA Gent            | 34 | 7  | 13 | 14 | 43 | 57 | -14 | 27  |
|         | 16 | RWDM               | 34 | 7  | 11 | 16 | 32 | 49 | -17 | 25  |
|         | 17 | KSV Waregem        | 34 | 6  | 7  | 21 | 32 | 62 | -30 | 19  |
|         | 18 | Racing Genk        | 34 | 4  | 10 | 20 | 38 | 79 | -41 | 18  |